# العلاقات المنغولية الناوروية
العلاقات المنغولية الناوروية هي العلاقات الثنائية التي تجمع بين منغوليا وناورو.

## مقارنة بين البلدين
هذه مقارنة عامة ومرجعية للدولتين:
| وجه المقارنة                                              | منغوليا         | ناورو                          |
| --------------------------------------------------------- | --------------- | ------------------------------ |
| المساحة (كم2)                                             | 1.57 مليون      | 21                             |
| عدد السكان (نسمة)                                         | 3.08 مليون      | 10.08 ألف                      |
| الكثافة السكانية (ن./كم²)                                 | 1.96            | 48.00 ألف                      |
| العاصمة                                                   | أولان باتور     | ضاحية يارين                    |
| اللغة الرسمية                                             | اللغة المنغولية | اللغة الناورونية، لغة إنجليزية |
| العملة                                                    | توغروغ منغولي   | دولار أسترالي                  |
| الناتج المحلي الإجمالي (بليون دولار)                      | 11.49 مليار     | 113.88 مليون                   |
| الناتج المحلي الإجمالي (تعادل القوة الشرائية) بليون دولار | 36.16 مليار     | 162.98 مليون                   |
| الناتج المحلي الإجمالي الاسمي للفرد دولار أمريكي          | 3.97 ألف        | 9.83 ألف                       |
| الناتج المحلي الإجمالي للفرد دولار أمريكي                 | 11.95 ألف       |                                |
| مؤشر التنمية البشرية                                      | 0.727           |                                |
| رمز المكالمات الدولي                                      | +976            | +674                           |
| رمز الإنترنت                                              | .mn             | .nr                            |
| المنطقة الزمنية                                           | ت ع م+08:00     | ت ع م+12:00                    |

## منظمات دولية مشتركة
يشترك البلدان في عضوية مجموعة من المنظمات الدولية، منها:
| علم المنظمة | اسم المنظمة                   | تاريخ انضمام منغوليا | تاريخ انضمام ناورو |
| ----------- | ----------------------------- | -------------------- | ------------------ |
|             | بنك التنمية الآسيوي           | 1991                 | 1991               |
|             | منظمة الشرطة الجنائية الدولية | ?                    | ?                  |
|             | يونسكو                        | 1 نوفمبر 1962        | 17 أكتوبر 1996     |
|             | منظمة حظر الأسلحة الكيميائية  | ?                    | ?                  |
|             | الاتحاد البريدي العالمي       | ?                    | ?                  |
|             | الأمم المتحدة                 | 27 أكتوبر 1961       | 14 سبتمبر 1999     |
|             | الاتحاد الدولي للاتصالات      | 27 أغسطس 1964        | 10 يونيو 1969      |

## وصلات خارجية
- موقع وزارة الخارجية المنغولية